# Albanie au Concours Eurovision de la chanson 2011
L'Albanie a participé au Concours Eurovision de la chanson 2011. Comme chaque année, le représentant est choisi lors du concours « Festival i Kenges ». Cette année, il fut composé de deux demi-finales avec 16 chanteurs et trois débutants dont huit chanteurs et un débutant qui se sont qualifiés pour la finale nationale.

## Festivali i Kenges2010
La RTSH, le diffuseur albanais, a officiellement confirmé sa participation au Concours Eurovision de la Chanson 2011 en septembre 2010, niant les rumeurs chez les médias nationaux à propos du retrait du pays du Concours, et du nouveau système pour choisir le représentant albanais.
Contrairement aux années précédentes, la RTSH a décidé de commencer cette année les préparatifs de la finale nationale albanaise plus tôt, le Festivali i Këngës 2010 introduisant un changement aussi bien dans le format que dans le système de vote.
Cette année, 28 chansons ont été sélectionnées par un jury professionnel pour concourir aux demi-finales sans séparations entre les chanteurs débutants et professionnels. Les demi-finales ont été diffusées les 23 et 24 décembre, et la finale le 25 décembre. Tous les candidats qui ont répondu à l'appel du diffuseur ont été choisis par le jury professionnel. Dans chaque demi-finale, 9 chansons ont été choisies, dont une d'un chanteur débutant.
Le système de vote a également été modifié. Dans la finale nationale, les chansons ont été jugées par 7 juges, comprenant des professionnels reconnus du show business albanais, et, pour la première fois, les votes ont été distribués de la même manière qu'au Concours : 12, 10, 8 et de 7 à 1 point.
Comme à l'accoutumée, les chanteurs ont chanté en direct. À cause de quelques problèmes techniques, l’orchestre n'a pu jouer en direct. La musique de base a été jouée en playback. Bojken Lako, chanteur et auteur a été le nouveau producteur de l'évènement.
La date limite pour soumettre les chansons était le 20 octobre 2010, mais la RTSH a étendu cette date jusqu'au 6 novembre. Avec cette extension de durée, la chaîne a donné la possibilité aux chanteurs de participer à un autre festival populaire de musique, le Kënga Magjike, en leur donnant plus de temps pour travailler sur leur chanson.
L'ensemble du spectacle a été présenté par l'auteur et chanteur Jonida Maliqi. Juliana Pasha, la représentante albanaise de 2010, et maNga, représentant turque de la même année, sont venus en tant que guest.

### Demi-finale 1
| #  | Artiste                        | Chanson                   | Compositeur                           |
| -- | ------------------------------ | ------------------------- | ------------------------------------- |
| 01 | Selami Kolonja                 | "Ëndërr Kosovë"           | Selami Kolonja                        |
| 02 | Alban Skënderaj et Miriam Cani | "Ende ka shpresë"         | Alban Skënderaj et Miriam Cani        |
| 03 | Orges Toçe                     | "Mari"                    | Orges Toçe                            |
| 04 | Kamela Islami                  | "Jetova për ty"           | Alban Male, Olti Curri                |
| 05 | Blerina Shalari                | "Lutjes apo dashurisë"    | Blerina Shalari                       |
| 06 | Ernis Çili et Onanta Spahiu    | "Fam"                     | Ernis Çili                            |
| 07 | Dorian Nini                    | "Mirësevini ne Shqipëri"  | Jetmir Barbullushi, Perikli Papingji  |
| 08 | Etmond Mancaku                 | "Dashuri pas emrit"       | Etmond Mancaku                        |
| 09 | Ardita Tusha                   | "Dikur besoja"            | Dritan Caushi, Gjergj Jorgaqi         |
| 10 | Klajdi Musabelliu              | "Vetëm ti"                | Lambert Jorganxhi, Zhuljana Jorganxhi |
| 11 | Evans Rama                     | "Sonte"                   | Evans Rama                            |
| 12 | Dorina Garuci                  | "Mirmbrëma engjëlli im"   | Sokol Marsi, Jorgo Papingji           |
| 13 | Herciana Matmuja               | "Me cilin rri ti dashuri" | Gent Myftarai, Agron Tufa             |
| 14 | Agim Poshka                    | "Bota com.vetmi"          | Agim Poshka, Olsa Poshka              |
| 15 | Marsida Saraci                 | "Vetëm s'jemi në botë"    | Valentin Veizi, Arben Duka            |
| 16 | Entela Zhula                   | "Lojë në dashuri"         | Edmond Veizaj, Entela Zhula           |

| #  | Artiste       | Chanson               | Compositeur                |
| -- | ------------- | --------------------- | -------------------------- |
| 01 | Ilir Kazaferi | "Nuk je këtu"         | Ilir Kazaferi              |
| 02 | Maria Prifti  | "Pasuri e pasurive"   | Frederik Ndoci, Agim Doçi  |
| 03 | Megi Laska    | "Endërrat ekzistojnë" | Fabian Asllani, Megi Laska |

### Demi-finale 2
| #  | Artiste        | Chanteur                 | Compositeur                  |
| -- | -------------- | ------------------------ | ---------------------------- |
| 01 | Adhurim Demiri | "24 orët"                | Adhurim Demiri               |
| 02 | Besa Kokëdhima | "E bukura dhe bisha"     | Besar Likaj, Dalina Buzi     |
| 03 | Emi Bogdo      | "Letër për ty"           | Suela Kalaja                 |
| 04 | Denis Hasa     | "Mbi xhaketën time"      | Xhavit Ujkani, Ismail Kadare |
| 05 | Kujtim Prodani | "Ti ishe kreyvepër"      | Kujtim Prodani, Arben Duka   |
| 06 | Goldi Halili   | "Në krahët e tua"        | Fatrin Krajka                |
| 07 | Marjeta Billo  | "Përjetësi"              | Klodian Qafoku, Dr. Flori    |
| 08 | Françesk Radi  | "Kemi dasëm'o"           | Françesk Radi, Agim Doçi     |
| 09 | Aurela Gaçe    | "Kënga ime"              | Shpëtim Saraçi, Sokol Marsi  |
| 10 | Heldi Kraja    | "E diela pa ty"          | Heldi Kraja                  |
| 11 | Sonila Mara    | "Egoist"                 | Sonila Mara                  |
| 12 | Mateus Froku   | "Dimër në shprit"        | K. Bahiti, Dr. Flori         |
| 13 | Xhejsi Jorgaqi | "Rastësi"                | Genti Lako, Jorgo Papingji   |
| 14 | Enkeleda Arifi | "Një dashuri"            | Adrian Hila, Pandi Laço      |
| 15 | Kejsi Tola     | "Pranë"                  | Kristi Popa, Florian Zyka    |
| 16 | Sajmir Braho   | "Shtegëtar i jetës time" | Endri Sina, Saimir Braho     |

| #  | Artiste                   | Chanson                  | Compositeur                       |
| -- | ------------------------- | ------------------------ | --------------------------------- |
| 01 | Albi Xhepa et Semi Jaupaj | "Dritë"                  | Bojken Lako                       |
| 02 | Bledi Polena              | "Të jemi të dy"          | Mihal et Eugen Bica, Monika Katro |
| 03 | Rudina Delia              | "Tek ti gjeta dashurinë" | Rudina Delia                      |

### Finale
| #  | Artiste                       | Chanson                   | Compositeur                          | Points | Place |
| -- | ----------------------------- | ------------------------- | ------------------------------------ | ------ | ----- |
| 1  | Françesk Radi                 | "Kemi dasëm'o"            | Françesk Radi, Agim Doçi             | 13     | 8     |
| 2  | Herciana Matmuja              | "Me cilin rri ti dashuri" | Gent Myftarai, Agron Tufa            | 7      | 11    |
| 3  | Goldi Halili                  | "Në krahët e tua"         | Fatrin Krajka                        | 0      | 17    |
| 4  | Marsida Saraci                | "Vetëm s'jemi në botë"    | Valentin Veizi, Arben Duka           | 2      | 16    |
| 5  | Besa Kokëdhima                | "E bukura dhe bisha"      | Besar Likaj, Dalina Buzi             | 13     | 9     |
| 6  | Alban Skënderaj & Miriam Cani | "Ende ka shpresë"         | Alban Skënderaj, Miriam Cani         | 66     | 2     |
| 7  | Enkeleda Arifi                | "Një dashuri"             | Adrian Hila, Pandi Laço              | 36     | 5     |
| 8  | Aurela Gaçe                   | "Kënga ime"               | Shpëtim Saraçi, Sokol Marsi          | 82     | 1     |
| 9  | Maria Prifti                  | "Pasuri e pasurive"       | Frederik Ndoci, Agim Doçi            | 5      | 14    |
| 10 | Sajmir Braho                  | "Shtegëtar i jetës time"  | Endri Sina, Saimir Braho             | 48     | 3     |
| 11 | Dorian Nini                   | "Mirësevini ne Shqipëri"  | Jetmir Barbullushi, Perikli Papingji | 29     | 7     |
| 12 | Selami Kolonja                | "Ëndërr Kosovë"           | Selami Kolonja                       | 6      | 12    |
| 13 | Xhejsi Jorgaqi                | "Rastësi"                 | Genti Lako, Jorgo Papingji           | 44     | 4     |
| 14 | Albi Xhepa & Semi Jaupaj      | "Dritë"                   | Bojken Lako                          | 0      | 18    |
| 15 | Dorina Garuci                 | "Mirmbrëma engjëlli im"   | Sokol Marsi, Jorgo Papingji          | 34     | 6     |
| 16 | Kamela Islami                 | "Jetova për ty"           | Alban Male, Olti Curri               | 12     | 10    |
| 17 | Orges Toçe                    | "Mari"                    | Orges Toçe                           | 3      | 15    |
| 18 | Denis Hasa                    | "Mbi xhaketën time"       | Xhavit Ujkani, Ismail Kadare         | 6      | 13    |

## À l'Eurovision
La chanteuse Aurela Gaçe fut choisie avec la chanson "Kënga ime" ("Ma chanson"). Elle a participé dans la première demi-finale le 10 mai 2011 et a fini avec 47 points, ne se qualifiant pas pour la finale.
La RTSH a publié cette année deux magazines d'information sur le Festivali i Këngës de cette année avec les participants, paroles et compositeurs. Le premier magazine a été publié en albanais avant le Festivali i Këngës. Le second a été publié en anglais et en albanais après que la chanson ait été choisie. Ce magazine a servi de promotion de la représentante albanaise au Concours Eurovision de la Chanson 2011.